# This Is My Song (Patti Page)
| Recensione | Giudizio |
| ---------- | -------- |
| AllMusic   |          |

This Is My Song (alcune discografie riportano come titolo dell'album: My Song) è un album di Patti Page, pubblicato dalla casa discografica Mercury Records nel luglio del 1956.

## Tracce

### LP
Lato A
1. This Is My Song – 2:41 (Dick Charles) – Registrato il 27 febbraio 1953
2. The Tennessee Waltz – 2:48 (Redd Stewart, Pee Wee King) – Registrato il 14 ottobre 1950
3. Lonely Wine – 2:21 (Roy Wells) – Registrato il 27 febbraio 1953
4. My Jealous Eyes – 2:34 (Mack David, Martita (Margery S. Wolpin)) – Registrato il 18 dicembre 1952
5. Oo! What You Do to Me – 2:56 (Kay Twomey, Fred Wise, Ben Weisman) – Registrato il 18 dicembre 1952
6. Why Don't You Believe Me – 2:32 (Lew Douglas, Roy Roddy, King Laney) – Registrato l'11 ottobre 1952

Lato B
1. Cross Over the Bridge – 2:31 (Bennie Benjamin, George Weiss) – Registrato il 15 ottobre 1953
2. Conquest – 2:16 (Corky Robbins) – Registrato il 6 agosto 1952
3. I'll Never Be Free – 2:52 (Bennie Benjamin, George Weiss) – Registrato il 3 dicembre 1949
4. Money, Marbles, and Chalk – 2:40 (Garner "Pop" Eckler) – Registrato nel gennaio del 1949
5. One Sweet Letter – 2:13 (Joe Liggins) – Registrato il 18 agosto 1951
6. Now That I'm In Love – 2:12 (K. C. Rogan) – Registrato il 27 febbraio 1953

- Durata brani estratti dalla Compilation su CD (4) pubblicato dalla Real Gone Music Records (RGMCD133)

## Musicisti
- Patti Page – voce
- Jack Rael – conduttore orchestra (eccetto nei brani: Money, Marbles, and Chalk e Why Don't You Believe Me)
- Patti Page Quartet + Jack Rael Septet + Roy Ward's Modulators – (brano: I'll Never Be Free)
- Musicisti sconosciuti – (brani: Money, Marbles, and Chalk e Why Don't You Believe Me)